# نجد السلف

تعديل مصدري - تعديل

نَجْد السَلْف هي إحدى قرى محافظة ذمار في الجمهورية اليمنية.

## الموقع
تقع قرية نجد السلف في عزلة جبل اسحاق بمديرية المنار التابعة لمحافظة ذمار، في اليمن.

## السكان
بلغ عداد سكانها 315 نسمة بحسب تعداد اليمن لعام 2004.

## روابط خارجية
- الجهاز المركزي للإحصاء بالجمهورية اليمنية
- المركز الوطني للمعلومات باليمن
- الدليل الشامل